# Паласиос, Анджи
Анджи Паласиос (исп. Angie Paola Palacios Dájomes, род. 12 сентября 2000 года, Эквадор) — эквадорская тяжелоатлетка. Бронзовый призёр летних Олимпийских игр 2024 года. Призёр чемпионатов мира, чемпионка Панамериканских игр, двукратная победительница Панамериканского чемпионата. Участница летних Олимпийских игр 2020 года в Токио.

## Карьера
В 2019 году на Панамериканских играх в Перу она стала чемпионкой в категории до 64 кг.
В 2020 году на Панамериканском чемпионате в Санто-Доминго, эквадорская тяжелоатлетка завоевала бронзовую медаль в весовой категории до 64 кг с результатом 225 кг в сумме двоеборья.
На летних Олимпийских играх в Токио Анджи стала шестой в весовой категории до 64 кг с результатом 226 кг.
В 2022 году на Панамериканском чемпионате в Боготе, Анджи завоевала золотую медаль в весовой категории до 71 кг с результатом 247 кг в сумме двоеборья. В этом же году на мировом первенстве она завоевала бронзовую медаль. В 2023 году она в третий раз стала чемпионкой континента.
В Саудовской Аравии, где состоялся Чемпионат мира по тяжёлой атлетике 2023 года, эквадорская спортсменка в категории до 71 кг завоевала серебряную медаль чемпионата мира с результатом 255 кг по сумме двух упражнений. Малая серебряная медаль в рывке и малая бронзовая в толчке также достались ей.
На летних Олимпийских играх 2024 года она выступала в весовой категории до 71 кг среди женщин и завоевала бронзовую медаль. Подняла вес 256 килограммов по сумме двух упражнений.

## Спортивные результаты
| Год  | Соревнование         | Место проведения | Весовая категория | Рывок  | Толчок | Сумма двоеборья | Место |
| 2017 | Чемпионат мира       | Анахайм          | до 69 кг          | 95 кг  | 120 кг | 215 кг          | 9     |
| 2018 | Чемпионат мира       | Ашхабад          | до 64 кг          | 100 кг | 122 кг | 222 кг          | 10    |
| 2019 | Чемпионат мира       | Паттайя          | до 64 кг          | -      | 115 кг | -               | -     |
| 2019 | Панамериканские игры | Лима             | до 64 кг          | 105 кг | 123 кг | 228 кг          | 3     |
| 2021 | Олимпийские игры     | Токио            | до 64 кг          | 104 кг | 122 кг | 226 кг          | 6     |
| 2022 | Чемпионат мира       | Богота           | до 71 кг          | 116 кг | 136 кг | 252 кг          | 3     |
| 2023 | Чемпионат мира       | Эр-Рияд          | до 71 кг          | 117 кг | 138 кг | 255 кг          | 2     |
| 2024 | Олимпийские игры     | Париж            | до 71 кг          | 116 кг | 140 кг | 256 кг          | 3     |